# القهار (أسماء الله الحسنى)
القهار هو اسم من أسماء الله الحسني، وهو مشتق من القهر، والقهار هو الذي لا موجود إلا وهو مسخر تحت قهره وقدرته عاجز في قبضته.

## في القرآن الكريم
القهَّار ورد ست مرات في القرآن الكريم :
- منها قوله تعالي ﴿قُلْ مَنْ رَبُّ السَّمَاوَاتِ وَالْأَرْضِ قُلِ اللَّهُ قُلْ أَفَاتَّخَذْتُمْ مِنْ دُونِهِ أَوْلِيَاءَ لَا يَمْلِكُونَ لِأَنْفُسِهِمْ نَفْعًا وَلَا ضَرًّا قُلْ هَلْ يَسْتَوِي الْأَعْمَى وَالْبَصِيرُ أَمْ هَلْ تَسْتَوِي الظُّلُمَاتُ وَالنُّورُ أَمْ جَعَلُوا لِلَّهِ شُرَكَاءَ خَلَقُوا كَخَلْقِهِ فَتَشَابَهَ الْخَلْقُ عَلَيْهِمْ قُلِ اللَّهُ خَالِقُ كُلِّ شَيْءٍ وَهُوَ الْوَاحِدُ الْقَهَّارُ ۝١٦﴾[2]
- و﴿يَوْمَ هُمْ بَارِزُونَ لَا يَخْفَى عَلَى اللَّهِ مِنْهُمْ شَيْءٌ لِمَنِ الْمُلْكُ الْيَوْمَ لِلَّهِ الْوَاحِدِ الْقَهَّارِ ۝١٦﴾ [3]
- وقوله ﴿يَا صَاحِبَيِ السِّجْنِ أَأَرْبَابٌ مُتَفَرِّقُونَ خَيْرٌ أَمِ اللَّهُ الْوَاحِدُ الْقَهَّارُ ۝٣٩﴾[4]
- وقوله:﴿قُلْ إِنَّمَا أَنَا مُنْذِرٌ وَمَا مِنْ إِلَهٍ إِلَّا اللَّهُ الْوَاحِدُ الْقَهَّارُ ۝٦٥﴾.[5]

بينما ورد اسم الله القاهر في الكتاب مرتين فقال عز وجل :﴿وَهُوَ الْقَاهِرُ فَوْقَ عِبَادِهِ وَهُوَ الْحَكِيمُ الْخَبِيرُ ۝١٨﴾  ،وقال:﴿وَهُوَ الْقَاهِرُ فَوْقَ عِبَادِهِ وَيُرْسِلُ عَلَيْكُمْ حَفَظَةً حَتَّى إِذَا جَاءَ أَحَدَكُمُ الْمَوْتُ تَوَفَّتْهُ رُسُلُنَا وَهُمْ لَا يُفَرِّطُونَ ۝٦١﴾.

## في السنة النبوية
- روي أن رسولُ اللهِ ﷺ كان إذا تضَوَّرَ مِنَ الليلِ قال :«لا إلهَ إلا اللهُ الواحدُ القهارُ ربُّ السماواتِ والأرضِ وما بينَهُما العزيزُ الغفارُ»[8]

## أقوال العلماء في اسم الله القهار
- قال أحمد بن حسين البيهقي:[9] | القهار (أسماء الله الحسنى) | القهار هو القاهر على المبالغة وهو القادر فيرجع معناه إلى صفة القدرة التي هي صفة قائمة بذاته ، وقيل هو الذي قهر الخلق على ما أراد. | القهار (أسماء الله الحسنى) |
- قال الطبري[10] عند قوله تعالى : لِمَنِ الْمُلْكُ الْيَوْمَ لِلَّهِ الْوَاحِدِ الْقَهَّارِ[3] قال: | القهار (أسماء الله الحسنى) | القهار لكل شيء سواه بقدرته الغالب بعزته | القهار (أسماء الله الحسنى) |
- وقال ابن منظور:| القهار (أسماء الله الحسنى) | والقَهَّارُ من صفات الله عز وجل ، قال الأَزهري : والله القاهرُ القَهّار قَهَرَ خَلْقَه بسلطانه وقدرته وصَرَّفهم على ما أَراد طوعاً وكرهاً ، والقَهَّار للمبالغة . وقال ابن الأثير : القاهر هو الغالب جميع الخلق | القهار (أسماء الله الحسنى) |
- وقَالَ الْحَلِيمِيُّ : «الَّذِي يَقْهَرُ وَلا يُقْهَرُ بِحَالٍ.»
- يقول ابن كثير في تفسير قوله تعالي وهو الْقَاهِرُ فَوْقَ عِبَادِهِ :«هوالذي خضعت له الرقاب وذلت له الجبابرة وعنت له الوجوه وقهر كل شيء دانت له الخلائق وتواضعت لعظمة جلاله وكبريائه وعظمته وعلوه وقدرته على الأشياء واستكانت وتضائلت بين يديه وتحت قهره وحكمه ما يكون هو.»
- قال ابن جرير : «القاهر المذلل المستعبد خلقه العالي عليهم[12]»
- يقول الخطابي: «القهَّار هو الذي قهر الجبابرة من عُتاة خلقه بالعقوبة وقهر الخلق كلهم بالموت.»
- يقول الزجَّاج: «قهر المعاندين بما أقام من الآيات والدلالات على وحدانيته وقهر جبابرة خلقه بعز سلطانه وقهر الخلق كلهم بالموت.[13][14]»
- ويقول ابن القيم في نونيته:

- ويقول أيضاً: «لا يكون القهار إلا واحداً، إذ لو كان معه كفؤٌ له فإن لم يقهره لم يكن قهاراً على الإطلاق، وإن قهره لم يكن كفؤاً، فكان القهار واحداً[15]»
- ويقول السعدي:«القهار لجميع العالم العلوي والسفلي، القهار لكل شيء الذي خضعت له المخلوقات وذلك لعزته وقوته وكمال اقتداره.[16]»